# كأس العالم تحت 17 سنة لكرة القدم 2009
بطولة كأس العالم للناشئين تحت 17 سنة 2009 هي النسخة الثالثة عشر في تاريخ تنظيم بطولات كأس العالم للناشئين، وهي أقيمت في نيجيريا من 24 أكتوبر وحتى الخامس عشر من نوفمبر 2009. حاز على بطولة منتخب سويسرا، بعد فوزه 0-1 على نظيره النيجيري.

## الاعبون المؤهلون للعب
ليكون لاعب مؤهل للعب في البطولة، يجب أن يكون مولود بعد 1 الأول من يناير 1992.

## ملاعب الحدث
اختار الفيفا ثمانية ملاعب من أصل تسعة مواقع ممكنة.
في 21 مايو 2009، قدمت نيجيريا 'بطاقة صفراء' بسبب تأخير كبير في بناء المنئات المستضيفة للبطولة. بينما كانا مدينتا أبوجا ولاغوس على اتم استعداد، وقدم نائب رئيس الفيفا جاك وارنر أربعة أماكن أخرى وهي (أنوغو، كلابار، إيوبي أودي وكانو) وكان امامهم شهر واحد ليكونوا إسعداد 100 ٪. تم إزالة مدينة واحدة كانت ستستضيف البطولة بعد بعد أعمال العنف الأخيرة اندلعت في منطقة دلتا النيجر.
| مدينة      | ملعب                        | عدد المقاعد |
| ---------- | --------------------------- | ----------- |
| أبوجا      | ملعب وطني                   | 60,491      |
| لاغوس      | ملعب تسليم بالوغون          | 24,325      |
| أنوغو      | ملعب ننامدي أزيكيوه         | 22,000      |
| إيوبي أودي | ملعب جيتواي                 | 20,000      |
| كانو       | ملعب ساني أباتشا            | 18,000      |
| كلابار     | ملعب يو جي إوسويني          | 16,000      |
| كادونا     | ملعب أحمدو بيلو             | 16,500      |
| باوتشي     | ملعب أبوباركار تافاو باليوا | 15,000      |

## الفرق المشاركة
القرعة سحبت يوم 7 أغسطس 2009 في مركز المؤتمرات الدولي في أبوجا.
| الاتحاد                          | بطولة التأهيل                                               | المنتخبات المتاهلة                                                                                     |
| -------------------------------- | ----------------------------------------------------------- | --- |
| الاتحاد الآسيوي لكرة القدم       | كأس آسيا للشباب 2008                                        | إيران · كوريا الجنوبية · اليابان · الإمارات العربية المتحدة                                            |
| الاتحاد الأفريقي لكرة القدم      | بطولة أفريقيا تحت 17 سنة لكرة القدم 2009                    | الجزائر1 · غامبيا · [[ملف:{{{flag alias-1964}}}\|23x15px\|border \|alt=\|link=]] مالاوي · بوركينا فاسو |
| اتحاد أمريكا الشمالية لكرة القدم | بطولة أمريكا الشمالية والوسطى وبحر الكاريبي تحت 17 سنة 2009 | المكسيك · الولايات المتحدة · كوستاريكا · هندوراس                                                       |
| اتحاد أمريكا الجنوبية لكرة القدم | بطولة أمريكا الجنوبية تحت 17 سنة لكرة القدم 2009            | البرازيل · الأرجنتين · الأوروغواي · كولومبيا                                                           |
| اتحاد أوقيانوسيا لكرة القدم      | بطولة أوقيانوسيا للرجال تحت 17 سنة 2009                     | نيوزيلندا                                                                                              |
| الاتحاد الأوروبي لكرة القدم      | بطولة أوروبا للناشئين تحت 17 سنة لكرة القدم 2009            | ألمانيا · هولندا · سويسرا · إيطاليا · إسبانيا · تركيا                                                  |
| المنتخب المضيف                   | المنتخب المضيف                                              | نيجيريا                                                                                                |

## حكام المباريات
| أفريقيا - محمد بنوزة - كومان كوليبالي - جيروم دامون - إيدي مايلت آسيا - رافشان إرماتوف - صبح الدين محمد صالح أوروبا - ماسيمو بوساكا - فيكتور كاساي - ستيفان لانوي | - توم هينينغ أفريبو - وولفجانج ستارك - هوارد ويب أمريكا الشمالية والوسطى وبحر الكاريبي - كارلوس باتريس - خاير ماروفو أوقيانوسيا - ميكائيل هستر - بيتر أوليري أمريكا الجنوبية - كارلوس أمادريا - بابلو بوزو - مارتين فاسكيز |

## المجموعات
| مفاتيح الالوان في جدول الترتيب | مفاتيح الالوان في جدول الترتيب                                                        |
| ------------------------------ | ------------------------------------------------------------------------------------- |
|                                | ابطال، وصفاء المجموعات، وأفضل أربعة حائزون على المركز الثالث يصعدون إلى دور الستة عشر |

### المجموعة أ
| الفريق    | لعب | فاز | تعادل | خسر | له | عليه | +/- | نقاط |
| --------- | --- | --- | ----- | --- | -- | ---- | --- | ---- |
| نيجيريا   | 0   | 0   | 0     | 0   | 0  | 0    | 0   | 0    |
| الأرجنتين | 0   | 0   | 0     | 0   | 0  | 0    | 0   | 0    |
| ألمانيا   | 0   | 0   | 0     | 0   | 0  | 0    | 0   | 0    |
| هندوراس   | 0   | 0   | 0     | 0   | 0  | 0    | 0   | 0    |

| نيجيريا                                                       | 3 – 3 | ألمانيا                                       |
| ------------------------------------------------------------- | ----- | --------------------------------------------- |
| ستانلي أوكورو 54' (ركلة جزاء) · كينيث أوميرو 59' · Egbedi 61' | تقرير | 21' Thy · 39' شكودران مصطفي · 47' ماريو غوتزه |

| هندوراس | 0 – 1 | الأرجنتين         |
| ------- | ----- | ----------------- |
|         | تقرير | 59' سيرخيو أراوخو |

| الأرجنتين                                             | 2 – 1 | ألمانيا        |
| ----------------------------------------------------- | ----- | -------------- |
| استيبان إسبيندولا 57' (ركلة جزاء) · سيرخيو أراوخو 59' | تقرير | 8' ماريو غوتزه |

| نيجيريا               | 1 – 0 | هندوراس |
| --------------------- | ----- | ------- |
| عبد الجليل أجاجون 55' | تقرير |         |

| ألمانيا                        | 3 – 1 | هندوراس           |
| ------------------------------ | ----- | ----------------- |
| Thy 55'، 56' · كيفن فولاند 73' | تقرير | 46' أنطوني لوزانو |

| الأرجنتين | 1 – 2 | نيجيريا                                  |
| --------- | ----- | ---------------------------------------- |
| Orfano 2' | تقرير | 5' Ojabu · 72' (ركلة جزاء) ساني ايمانويل |

### المجموعة ب
| الفريق   | لعب | فاز | تعادل | خسر | له | عليه | +/- | نقاط |
| -------- | --- | --- | ----- | --- | -- | ---- | --- | ---- |
| البرازيل | 0   | 0   | 0     | 0   | 0  | 0    | 0   | 0    |
| المكسيك  | 0   | 0   | 0     | 0   | 0  | 0    | 0   | 0    |
| اليابان  | 0   | 0   | 0     | 0   | 0  | 0    | 0   | 0    |
| سويسرا   | 0   | 0   | 0     | 0   | 0  | 0    | 0   | 0    |

### المجموعة ت
| الفريق   | لعب | فاز | تعادل | خسر | له | عليه | +/- | نقاط |
| -------- | --- | --- | ----- | --- | -- | ---- | --- | ---- |
| إيران    | 0   | 0   | 0     | 0   | 0  | 0    | 0   | 0    |
| كولومبيا | 0   | 0   | 0     | 0   | 0  | 0    | 0   | 0    |
| غامبيا   | 0   | 0   | 0     | 0   | 0  | 0    | 0   | 0    |
| هولندا   | 0   | 0   | 0     | 0   | 0  | 0    | 0   | 0    |

### المجموعة ث
| الفريق       | لعب | فاز | تعادل | خسر | له | عليه | +/- | نقاط |
| ------------ | --- | --- | ----- | --- | -- | ---- | --- | ---- |
| تركيا        | 0   | 0   | 0     | 0   | 0  | 0    | 0   | 0    |
| كوستاريكا    | 0   | 0   | 0     | 0   | 0  | 0    | 0   | 0    |
| نيوزيلندا    | 0   | 0   | 0     | 0   | 0  | 0    | 0   | 0    |
| بوركينا فاسو | 0   | 0   | 0     | 0   | 0  | 0    | 0   | 0    |

### المجموعة ج
| الفريق                   | لعب | فاز | تعادل | خسر | له | عليه | +/- | نقاط |
| ------------------------ | --- | --- | ----- | --- | -- | ---- | --- | ---- |
| إسبانيا                  | 0   | 0   | 0     | 0   | 0  | 0    | 0   | 0    |
| الولايات المتحدة         | 0   | 0   | 0     | 0   | 0  | 0    | 0   | 0    |
| الإمارات العربية المتحدة | 0   | 0   | 0     | 0   | 0  | 0    | 0   | 0    |
| مالاوي                   | 0   | 0   | 0     | 0   | 0  | 0    | 0   | 0    |

### المجموعة ح
| الفريق         | لعب | فاز | تعادل | خسر | له | عليه | +/- | نقاط |
| -------------- | --- | --- | ----- | --- | -- | ---- | --- | ---- |
| إيطاليا        | 0   | 0   | 0     | 0   | 0  | 0    | 0   | 0    |
| الأوروغواي     | 0   | 0   | 0     | 0   | 0  | 0    | 0   | 0    |
| كوريا الجنوبية | 0   | 0   | 0     | 0   | 0  | 0    | 0   | 0    |
| الجزائر        | 0   | 0   | 0     | 0   | 0  | 0    | 0   | 0    |

## مرى جع
1. ↑  Mega African soccer fest set for 2009 and 2010 نسخة محفوظة 03 مارس 2016 على موقع واي باك مشين.
2. ↑  Nigeria ’09: LOC braces up for FIFA’s visit نسخة محفوظة 13 مايو 2008 على موقع واي باك مشين. [وصلة مكسورة]
3. ↑  Nigeria 2009: Waiting For FIFA's Last Visit نسخة محفوظة 02 فبراير 2009 على موقع واي باك مشين.
4. ↑  Nigeria 2009 venues announced نسخة محفوظة 10 مايو 2017 على موقع واي باك مشين.
5. ↑  Yellow card for Nigeria نسخة محفوظة 27 مايو 2009 على موقع واي باك مشين.
6. ↑  Draw looms for 24 نسخة محفوظة 10 مايو 2017 على موقع واي باك مشين.
7. ↑  Nigeria face Germany in opener نسخة محفوظة 10 مايو 2017 على موقع واي باك مشين.

## روابط خارجية
- FIFA.com: الموقع الرسمي